# Kazue Shinkawa
Kazue Shinkawa (jap. 新川 和江; Shinkawa Kazue; * 22. April 1929 Yūki in der Präfektur Ibaraki; † 10. August 2024) war eine japanische Lyrikerin. Ihr Sohn ist der Komponist und Arrangeur Hiroshi Shinkawa (* 26. Juli 1955).

## Leben
Shinkawa begann vierzehnjährig Gedichte zu schreiben. Während des Zweiten Weltkrieges unterstützte sie den Lyriker und Literaturwissenschaftler Yaso Saijō bei seiner Arbeit an einem Buch über Arthur Rimbaud. Durch ihn lernte sie die Werke Paul Verlaines, Paul Valérys und Jules Supervielles kennen. 1953 debütierte sie mit dem Gedichtband Nemuri isu, dem im Laufe der Jahre mehr als dreißig weitere Bände folgten, darunter zahlreiche Auswahlbände und zwei Gesamtausgaben. 1965 wurde sie für Rōma no aki sono ta mit dem Murō-Saisei-Lyrikpreis ausgezeichnet. Zudem veröffentlichte sie mehrere Gedichtsammlungen für Kinder. Zur Förderung junger Lyrikerinnen gründete sie 1983 mit Sachiko Yoshihara das Magazin La Mer, das bis 1993 erschien.

## Werke
- Nemuri isu (睡り椅子), 1953[2]
- Ehon “Eien”, 1959
- Hitotsu no natsu takusan no natsu, 1963
- Rōma no aki, sonota, 1965
- Hiyudewa naku, 1968
- Tsuru no akebi no nikki, 1971
- Nippon no shishū: Shinkawa Kazue shishū (ausgewählte Gedichte), 1973
- Ashita no ringo, 1973
- Tsuchi e no ōde, 1974
- Gendaishi bunko: Shinkawa Kazue shishū (ausgewählte Gedichte), 1975[3]
- Hi e no ōde, 1977
- Nono matsuri, 1978
- Yume no uchi soto, 1979
- Mizu e no ōde, 1980
- Nagisa nite, 1982
- Shinsen Gendaishi bunko: Shin Shinkawa Kazue shishū (ausgewählte Gedichte), 1983
- Ya! Yanagi no ki, 1985
- Issho kenmei, 1985
- Hikiwari mugi shō, 1986
- Kashin Books: Shinkawa Kazue shishū (ausgewählte Gedichte), 1986
- Shinkawa Kazue Band 1 bis 5, 1988–1989
- Hanebashi, 1990
- Haru to onaidoshi, 1991
- Hoshi no oshigoto, 1991
- Shio no niwa kara, 1993
- Kesa no hi ni, 1997
- Hatahata to peiji ga mekure, 1999
- Itsumo dokokade, 1999
- Ikiru riyū (ausgewählte Gedichte), 2002
- Sorekara hikari ga kita, 2004
- Jintai shisho, 2005
- Shi no rirekisho, Essay, 2006
- Kioku suru mizu, 2007